# .tz
A .tz Tanzánia internetes legfelső szintű tartomány kódja, melyet 1995-ben hoztak létre. A következő szintek alá lehet címet regisztráltatni:
- .co.tz: kereskedelem
- .ac.tz: egyetem, főiskola
- .go.tz: kormányzati
- .or.tz: nonprofit szervezetek
- .ne.tz: internetszolgáltatók